# Russy (Calvados)
Russy település Franciaországban, Calvados megyében. Lakosainak száma 199 fő (2018. január 1.). Russy Colleville-sur-Mer, Étréham, Mosles, Sainte-Honorine-des-Pertes, Surrain és Port-en-Bessin-Huppain községekkel határos.

## Népesség
A település népessége az elmúlt években az alábbi módon változott:
| Lakosok száma | 123  | 136  | 156  | 147  | 156  | 182  | 191  | 196  | 198  | 199  |
|               | 1968 | 1975 | 1982 | 1990 | 1999 | 2011 | 2013 | 2015 | 2017 | 2018 |